# Zen Browser

Erstes und ehemaliges Logo des Zen Browsers

Zen Browser ist ein freier und quelloffener Webbrowser für Windows, macOS und Linux. Er wurde 2024 von Mozilla Firefox abgespalten und konzentriert sich auf Datenschutz, Anpassbarkeit und benutzerfreundliches Design.

## Geschichte
Der Zen Browser wird oft mit dem Chromium-basierten Arc verglichen durch seine Features. Nachdem die Entwicklung von Arc eingestellt wurde, wechselten viele Nutzer zum Zen Browser.
Nach der Ankündigung von The Browser Company, dass Arc keine neuen Features mehr erhalten würde, wurde Zen als wichtige Alternative und spiritueller Nachfolger betrachtet.

## Kompatibilität
Zen Browser ist kompatibel mit Microsoft Windows, macOS und Linux. Ursprünglich gab es drei Download-Optionen: optimiert für neuere Systeme, generisch für ältere Systeme und ARM64 für Geräte mit ARM64-Architekturen. Die optimierte Version verwendete Advanced Vector Extensions 2, einen CPU-Befehlssatz, der die Leistung für bestimmte Aufgaben verbesserte. Diese optimierten Builds wurden im Dezember 2024 aufgrund hohen Stromverbrauchs, Nutzerverwirrung und Inkompatibilität mit anderen Clang-Optimierungen eingestellt.
Die Linux-Version ist als Flatpak, AppImage und als Tarball verfügbar. Die macOS- und Windows-Versionen sind für x86_64 und ARM64 verfügbar.

## Features
Die Ziele des Zen Browsers sind Anpassbarkeit, Datenschutz und benutzerfreundliches Design. Da er auf Firefox basiert, ist Zen mit Firefox-Browser-Erweiterungen kompatibel und bietet Browser-Synchronisation über ein Mozilla-Konto.

### Tab-Verwaltung
Zen Browser präsentiert eine vertikale Liste von Tabs in einer Seitenleiste — ein Designmuster, das mit Arc assoziiert wird, aber auch in früheren Browsern wie Vivaldi und Microsoft Edge vorhanden ist. Diese Seitenleiste kann links oder rechts im Fenster angezeigt werden, und es gibt einen Kompaktmodus, der sie automatisch ausblendet.
Zen kann in Arbeitsbereiche (Workspaces) unterteilt werden, die Tabs innerhalb desselben Fensters trennen und jeweils einen Satz anzeigen, was eine thematische oder projektbezogene Gruppierung ermöglicht. Ähnlich wie bei Opera können Tabs an bestimmte Arbeitsbereiche angeheftet werden, während Essential Tabs in allen Arbeitsbereichen sichtbar bleiben.
Tabs im selben Arbeitsbereich können zusammen in der geteilten Ansicht angezeigt werden, einer gekachelten Benutzeroberfläche innerhalb eines einzelnen Zen-Fensters.
Die Glance-Funktion öffnet einen Link in einer modalen Ansicht, die einfacher zu schließen ist als ein neuer Tab. Sie wird durch Klicken eines Links bei gedrückter Modifikatortaste aufgerufen. Die Funktion basiert auf Arcs Peek-Funktion.

### Anpassbarkeit
Zen Browser bietet eine individuell anpassbare Benutzeroberfläche mit verschiedenen Modifikationen, Farben, Layouts und Funktionen wie vertikalen Tabs, Container-Tabs und einem Split-View-Modus für paralleles Arbeiten. Eine anpassbare Sidebar ermöglicht schnellen Zugriff auf Lesezeichen und häufig besuchte Seiten.
Die Benutzeroberfläche von Zen Browser kann mit Farbverläufen und Texturen angepasst werden.
Zen Mods (früher Themes Store genannt) ist eine Sammlung von nutzergenerierten Theme-Add-ons, die entwickelt wurden, um Zens Oberfläche weiter anzupassen. Stand Februar 2025 sind 79 Mods verfügbar.
Die Synchronisierung der Einstellungen, Lesezeichen, Tabs usw. ist mittels Firefox Sync mit anderen Instanzen von Zen sowie Firefox und Forks dessen möglich.
Zen Browser verfügt über erweiterte Tracking-Schutzfunktionen und sammelt keine zusätzlichen Nutzungsdaten. Als Open-Source-Projekt wird er von einer Community weiterentwickelt und der Quellcode wird auf GitHub verwaltet.

### DRM
Zen Browser unterstützt derzeit keinen DRM-geschützten Content, wie Netflix oder Spotify. Die Entwickler bemühen sich, eine Widevine-Lizenz von Google zu erhalten.

## Rezeption
Zen Browser wurde für sein ähnliches Feature-Set zu Arc in einer Open-Source-, Nicht-Chromium-Umgebung gelobt und dafür, dass er Firefox während einer Phase wahrgenommener Stagnation weiterentwickelt.
Liam Proven von The Register lobte Zen dafür, „frei von Google-Code“ zu sein, bessere nutzbare Implementierungen von Arcs Features zu haben und mit älteren Versionen von Betriebssystemen kompatibel zu sein, wobei er sich auf die vertikale Tab-Leiste und Kachelfähigkeiten konzentrierte.
Jack Wallen von ZDNet empfahl Zen für die Verbesserung von Firefox’ Anpassbarkeit und Tab-Management und listete mehrere Zen Mods auf, um dessen Anpassbarkeit zu demonstrieren.
Adam Conway von XDA betrachtete Zen als Kombination „des Besten von Floorp, Vivaldi, Firefox und Chrome“ und hob die Bereitschaft der Entwickler hervor, beliebte Features hinzuzufügen, sowie die Loslösung des Browsers von Googles „Web-Rendering-Monopol“. Conway beschrieb die Inkompatibilität mit DRM-geschützten Inhalten als den „einzigen großen Nachteil“, und deutete gleichzeitig an, dass frühere kritisierte Programmfehlere behoben worden seien.